# Rouvres-en-Plaine
Rouvres-en-Plaine là một xã thuộc tỉnh Côte-d’Or trong vùng Bourgogne-Franche-Comté miền đông nước Pháp.